# Wilson Kohlbrecher
Wilson Kohlbrecher (* 9. November 1918 in Hannover; † 1. September 1972) war ein deutscher Boxer.

## Werdegang

### Amateurlaufbahn
Wilson Kohlbrecher erhielt seinen Vornamen nach dem amerikanischen Präsidenten Woodrow Wilson. Er begann als Jugendlicher mit dem Boxen. Er wurde niedersächsischer Meister 1940 und 1941 bei den Senioren im Schwergewicht und trat im gleichen Jahr auch bei Vergleichskämpfen zwischen Bayern und Niedersachsen in Erscheinung, als er gegen den mehrfachen bayerischen Meister und deutschen Vizemeister Fischer aus Nürnberg einmal unentschieden boxte und zweimal nur knapp nach Punkten verlor. Bei den deutschen Meisterschaften 1941 siegte er im Viertelfinale über Fischer nach Punkten, unterlag aber im Halbfinale gegen den Olympiasieger von 1936 Herbert Runge nach Punkten. 
1942 besiegte Wilson Kohlbrecher in einem Länderkampf in Stettin den schwedischen Schwergewichtler A. Lundell durch K. o. in der 2. Runde.
Bei der deutschen Meisterschaft 1943 unterlag er im Halbfinale erneut gegen Herbert Runge nach Punkten. In einem Vergleichkampf Berlin gegen Niedersachsen am 18. September 1943 musste Wilson Kohlbrecher von Hans-Joachim Drägestein eine K.-o.-Niederlage in der 2. Runde einstecken.

### Profilaufbahn
Wilson Kohlbrecher, inzwischen in Osnabrück ansässig, wurde 1947 Berufsboxer. Seinen ersten Kampf bestritt er am 15. September 1947 in Hamburg gegen den Aachener Jean Kreitz, der damals zu den besten deutschen Berufsboxern im Schwergewicht zählte und gewann nach Punkten. Auch seine nächsten vier Kämpfe gewann er, ehe er am 3. Januar 1948 in Hamburg von Richard Vogt über 10 Runden nach Punkten geschlagen wurde. Am 2. Februar 1948 gelang ihm aber endlich ein Sieg über Herbert Runge, den er in Hamburg nach Punkten besiegte. Er konnte sich am 4. April 1948 in Hamburg auch an Hans-Joachim Drägestein revanchieren und ihn nach zehn Runden nach Punkten besiegen. Am 24. September 1948 musste er aber einen schweren Rückschlag hinnehmen, als er gegen den Altmeister Walter Neusel durch K. o. in der 9. Runde verlor. Gegen Neusel verlor er am 1. April 1949 auch die Revanche, dieses Mal aber nur nach Punkten. 
Durch einen Sieg über Richard Grupe am 26. Dezember 1949 in Berlin erkämpfte sich Wilson Kohlbrecher das Herausforderungsrecht für einen Kampf gegen den deutschen Meister Hein ten Hoff. Er war in jenen Jahren in der deutschen Schwergewichtsszene die Nr. 3 hinter Hein ten Hoff und Heinz Neuhaus und stand in der europäischen Rangliste auf Platz 5. Der Kampf um die deutsche Meisterschaft gegen Hein ten Hoff fand am 30. Juli 1950 in Berlin statt und endete mit einem K.-o.-Sieg von Hein ten Hoff in der 2. Runde. In der Folgezeit boxte Wilson Kohlbrecher gegen viele schwere Gegner. Siege und Niederlagen hielten sich dabei die Waage. Er gewann über den US-Amerikaner Al Hoosman nach Punkten und kämpfte gegen den österreichischen Titelaspiranten Kurt Schiegl am 7. Oktober 1950 unentschieden. Am 16. März 1951 schlug er den französischen Meister Stefan Olek in der 2. Runde k. o. und verlor am 27. Oktober 1951 gegen Ex-Europameister Karel Sys in Brüssel durch K. o. in der 6. Runde.
Am 2. November 1952 erhielt Wilson Kohlbrecher die Chance in Dortmund gegen Heinz Neuhaus um die Europameisterschaft zu boxen. Er konnte diese aber nicht nutzen, denn er verlor durch K. o. in der 4. Runde. Nach dieser Niederlage kämpfte Wilson Kohlbrecher nur noch fünfmal, war aber immer noch gut genug, die junge deutsche Schwergewichtshoffnung Werner Wiegand am 16. Mai 1954 in Essen in der 8. Runde durch technischen K. o. zu besiegen.
Wilson Kohlbrecher wurde nach seiner Boxerlaufbahn Berufsringer (Catcher) und kämpfte dabei vor allem in den Vereinigten Staaten. Er ist bereits 1972 im Alter von nur 53 Jahren verstorben.